# Kolind-stenen
Kolind-stenen er en runesten, fundet liggende som tærskelsten i Kolind Kirke i 1868. Den store sten blev kort efter udtaget og opstillet i våbenhuset, hvor den stadig har sin plads. Kolind-stenen er en af de få runesten på Djursland, og den er placeret et sted, hvor flere mindre åløb mødes. Oven over indskrifter er der rester af spiralornamentik, som ser ud til at være hugget væk i højre side.

## Indskrift
| Translitteration | tusti : risþi : stin þąnsi : ift : tufa : is uarþ (:) tuþr : ustr : burþur : sin : smiþr : ąsuiþaR |
| Transskription   | Tōsti rēsþi stēn þannsi æft Tōfa, es varð dǿðr ǿstr, brōður sinn, smiðr ĀsviðaR.                   |
| Oversættelse     | Toste rejste denne sten efter Tue, som døde østpå, sin broder, Asveds smed.                        |

Indskriften er ordnet i bustrofedon og begynder i nederste venstre hjørne. Det har været diskuteret, om 'Asveds smed' lægger sig til stenrejseren Toste eller til afdøde Tue, hvor man så ville have forventet akkusativ. I Danmarks Runeindskrifter mente man, at det lagde sig til Toste, stenrejseren. Frie appositioner i nominativ kan godt forekomme (jf. Karl Martin Nielsen 1945), og af syntaktiske årsager anser man det i dag for mest oplagt, at 'Asveds smed' lægger sig til den afdøde, Tue. Ordet 'smed' havde i vikingetiden en mere bred betydning end i dag, nærmere 'håndværker'. Der findes to andre runesten i Danmark med ordet 'smed', nemlig Grensten-stenen og Hørning-stenen, som har samme stenrejser, Toke smed. Ordet 'broder' er skrevet burþur, hvilket må være en fejlristning for bruþur.